# Kurt Fleckenstein

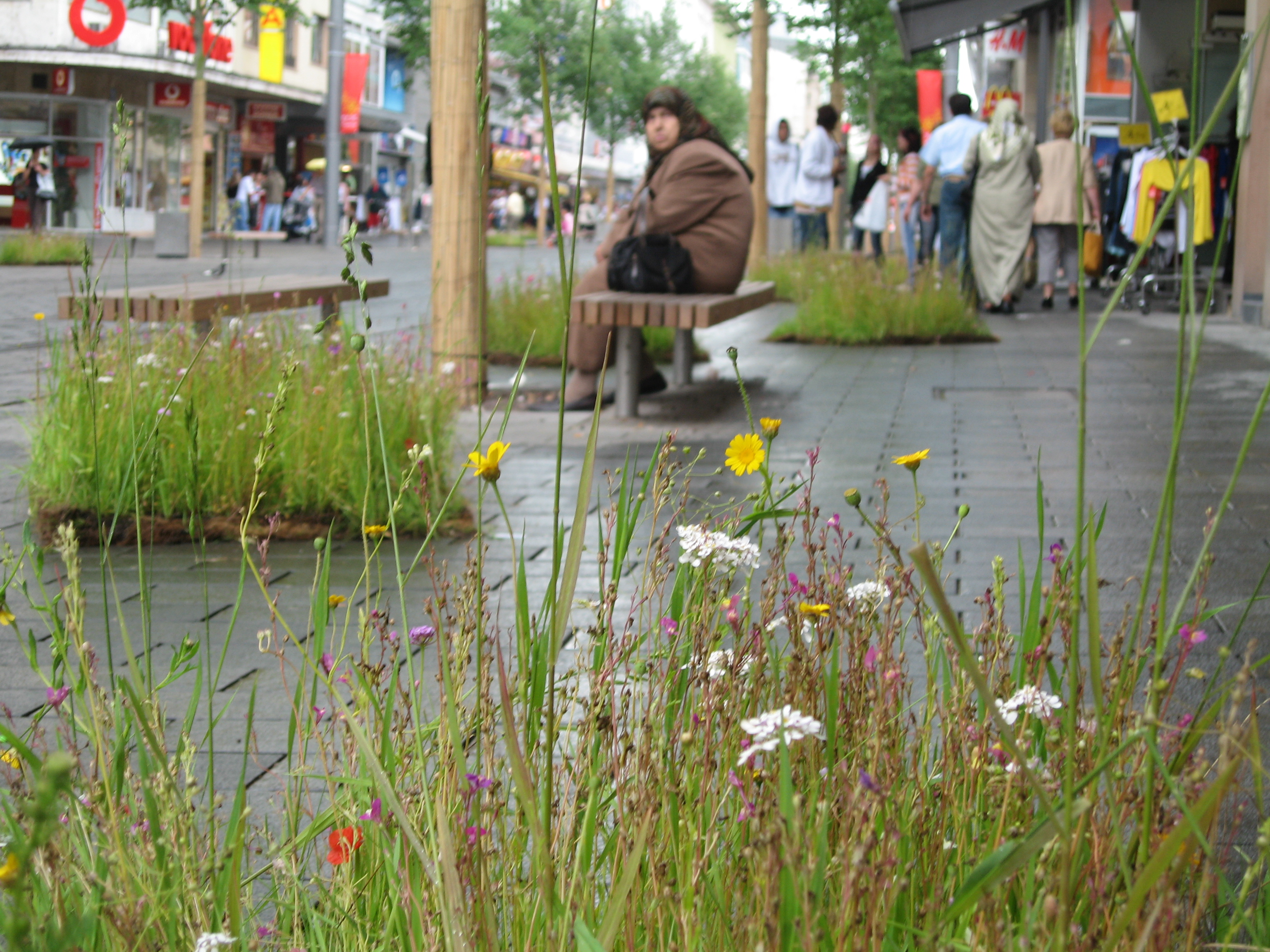
Akcja Wiese² (pol. „Łąka²“) w Mannheim

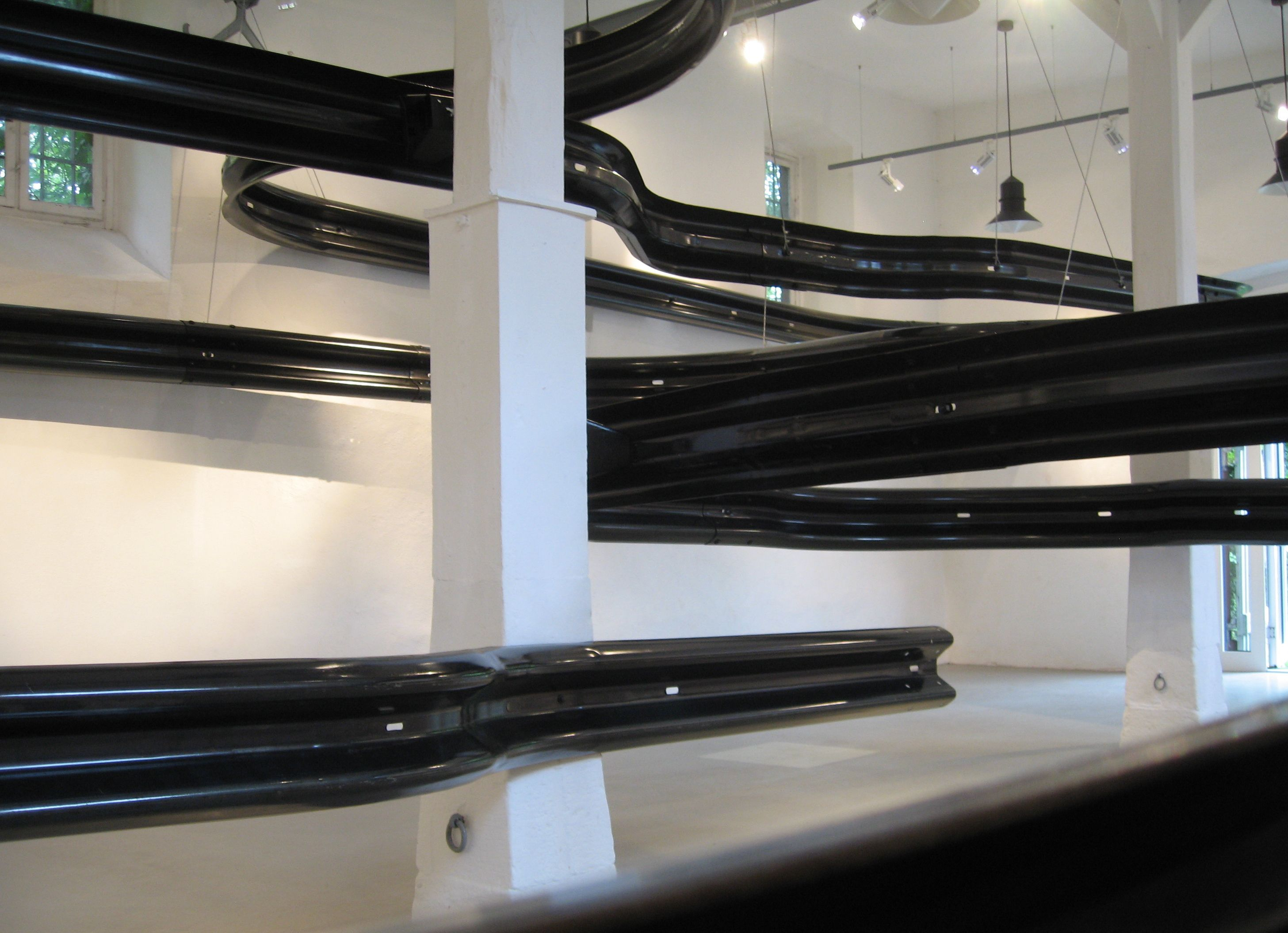
Instalacja Letze Ausfahrt (pol. „Ostatni zjazd“), Kunstverein Neckar Odenwald

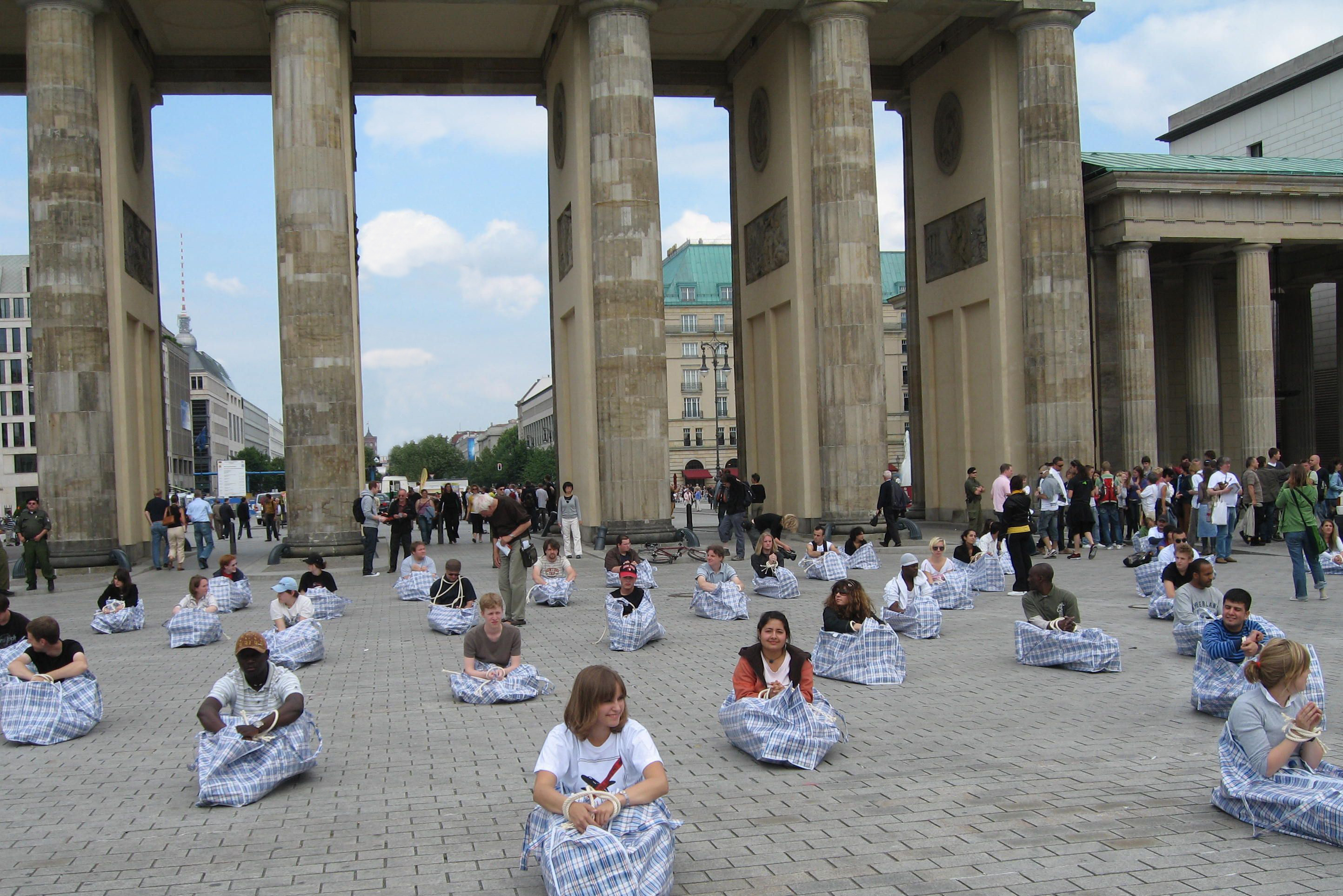
Akcja Abgefertigt (pol. „Odprawieni“) przy Bramie Brandenburskiej w Berlinie

Kurt Fleckenstein (ur. 5 grudnia 1949 w Hedddesheim koło Mannheim) – architekt krajobrazu, artysta zajmujący się sztuką ziemi, obiektu oraz instalacji.

## Studia
Po zdobyciu zawodu ogrodnika krajobrazowego (1966–1968), w latach 1969–1972 Fleckenstein studiował architekturę krajobrazu na wydziale Architektury Ogrodu i Krajobrazu w Wyższej Szkole Zawodowej Weihenstephan (niem. Fachhochschule Weihenstephan), ekonomię na Uniwersytecie Mannheim (1972–1977) oraz planowanie przestrzenne na uniwersytecie w Karlsruhe (TH) (1978–1981). Uzyskał stopień doktora na Uniwersytecie w Kaiserslautern (1982–1986).

## Działalność polityczna
W latach 80. aktywnie zajmował się działalnością polityczną. Był współzałożycielem Partii Zielonych na szczeblu powiatowym, członkiem rady powiatowej oraz zrzeszenia zagospodarowania przestrzennego Raumordnungsverband Rhein Neckar.

## Działalność badawcza i planistyczna

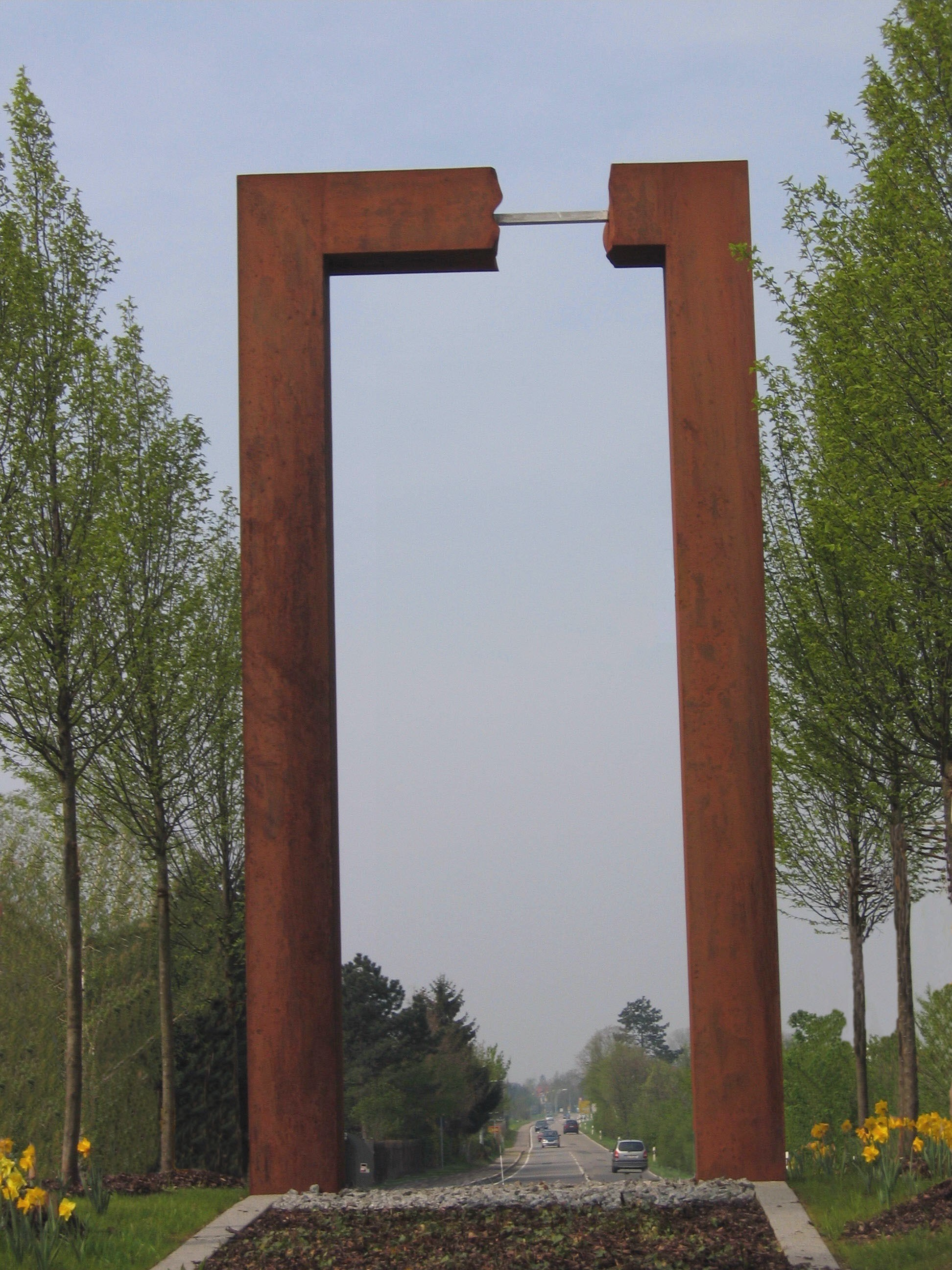
Obiekt Eingangstor (pol. „Brama wejściowa“) w Heddesheim

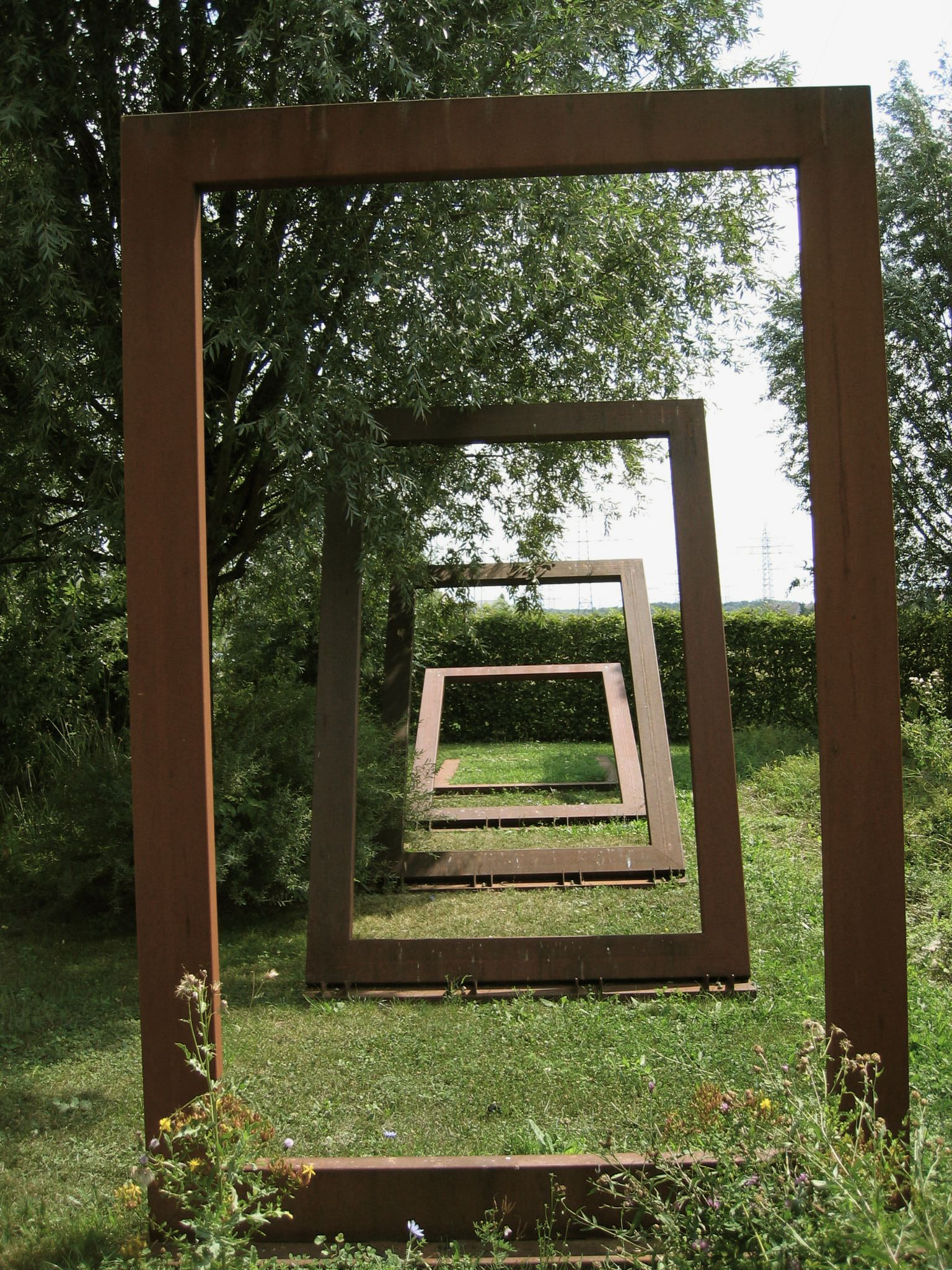
Instalacja Fallender Rahmen (pol. „Upadające ramy“) w Mannheim

Nagrody w dziedzinie badawczej od Federalnej Agencji Zatrudnienia oraz Uniwersytetu Karlsruhe/Fundacji Sparkasse 1980/1981 zaktywizowały jego działalność naukową, która zaowocowała ponad 80 publikacjami w książkach i czasopismach specjalistycznych. Jego specjalizację stanowiły badania dotyczące zagadnienia wpływu wielkopowierzchniowych elementów infrastruktury przedsięwzięć infrastrukturalnych na zagospodarowanie przestrzenne. Wyniki jego badań tworzą jeszcze dzisiaj podstawy planowania w zakresie wkomponowania w krajobraz tras infrastrukturalnych oraz obiektów górniczych.
Od 1972 Fleckenstein prowadził własną działalność jako architekt ogrodów i krajobrazu, a
od 1976 jako urbanista. W 1987 założył firmę Regioplan Ingenieure spółka z o.o. z siedzibami w Mannheim, Berlinie, Salzburgu, Hanowerze i Wrocławiu. Na początku lat 90., kiedy to otwarto wschodnią granicę między RFN a NRD Kurt Fleckenstein założył filie swojego biura w Dreźnie i we Wrocławiu. Tym samym powstały punkty wyjścia dla jego transgranicznej działalności planistycznej oraz badawczej w Niemczech i w Polsce.

## Działalność artystyczna
W wieku 50 lat artysta dokonał zmiany – zakończył działalność naukową/planistyczną, przekazał swoje przedsiębiorstwo działające na terenie Niemiec, Polski i Austrii i w pełni poświęcił się działalności artystycznej (2002).

### Obiekty land artu
Biorąc pod uwagę kwalifikacje Fleckensteina w zakresie kształtowania krajobrazu, obiekty oraz instalacje land artu stanowią istotną część jego obecnych prac. Jego dzieła poświęcają uwagę otaczającemu je krajobrazowi lub przestrzeni miejskiej. W połączeniu z przyrodą powstają w ten sposób silne kontrasty pomiędzy monumentalnymi obiektami, często koloru rdzy, a towarzyszącą im zielenią.
Gra z siłą grawitacji jest szczególnie dominującą cechą jego twórczości artystycznej – kule, które wydają się za moment stoczyć ze zbocza lub przechylone sześciany, które niemalże upadają, a jednak tkwią w miejscu.
W swojej twórczości artysta odnosi się do nurtu minimal-artu znajdując nowe drogi interpretacji. Zawsze chodzi mu o zminimalizowanie, o to, żeby obiekt sztuki był rzeczą samą w sobie, po prostu tym czym jest, niczym więcej, czymś, co nie symbolizuje niczego, a jest zwyczajnie obecne w otoczeniu, w którym się znajduje. Jako przykład można wymienić bramę wjazdową do Wrocławia. Kwadrat wielkości 8x8 metrów umieszczony na przedmieściach jakoby przybliża znajdujące się w oddali miasto. Miejsce oraz kontekst w stosunku do otoczenia stanowią o jakości tego obiektu. Inne prace (fotomontaże) umieszczono w niemalże nietkniętym krajobrazie. Przedstawiają one motywy geometryczne połączone z czystą naturą oraz ich oddziaływanie na siebie w przestrzeni.

### Instalacje

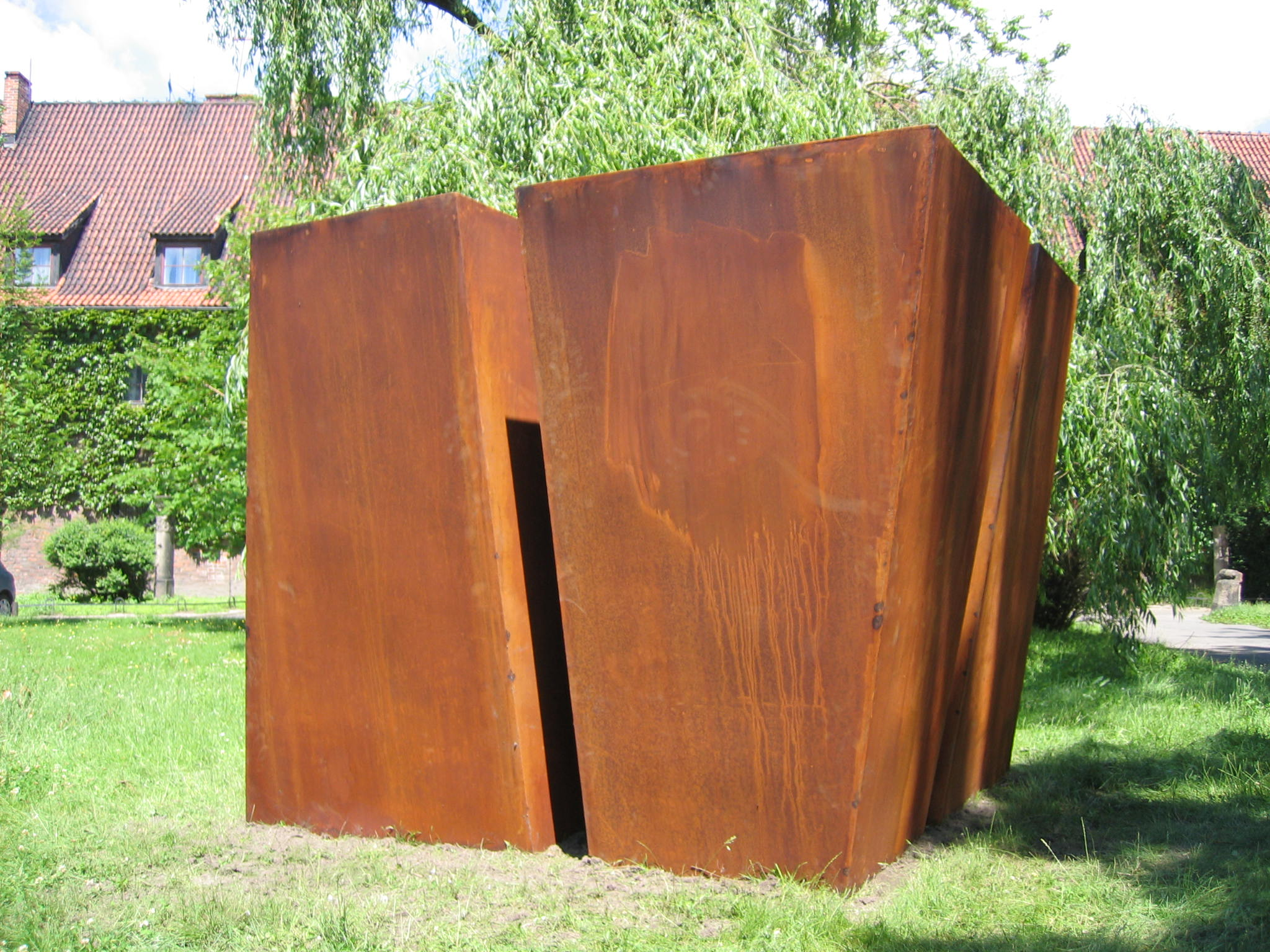
Obiekt Kippender Würfel (pol. „Przechylający się sześcian“) we Wrocławiu

Fakt, iż wśród dzieł artysty obok geometrycznych obiektów stanowiących element krajobrazu można znaleźć instalacje związane z różnorodną tematyką społeczną świadczy o jego zaangażowaniu w zagadnienia społeczno-polityczne. Za pośrednictwem tych wypełniających całe pomieszczenia instalacji, które można zaliczyć do pop-artu lub sztuki przedmiotu artysta w sposób krytyczno-prowokujący zajmuje się tematyką aktualnych wydarzeń. Dla przykładu w jego instalacji Fitness w Galerii Miejskiej we Wrocławiu sztangi mają postać zmutowanych poruszających się męskich części ciała. W instalacji Schach – Spiel der Könige (pol. „Szachy – królewska gra“) w Galerii BWA w Lublinie szachownica wielkości pokoju składa się z czerwonych i czarnych pól wypełnionych krwią i ropą naftową. W myśl readymade Fleckenstein w swoich instalacjach chętnie przedstawia produkty przemysłowe w niekonwencjonalnym kontekście, ażeby intrygować osoby je oglądające. Kolejna praca zatytułowana Letzte Ausfahrt (pol. „Ostatni zjazd“), w której 100 m barierek drogowych umieszczono w pomieszczeniu wystawienniczym w formie nieskończonej pętli. Z okazji 400. jubileuszu miasta Mannheim na terenie centrum miasta Fleckenstein stworzył instalację – Wiese² (pol. „Łąka²“) – 400 kwadratów łąki, wyrastających rzekomo z bruku, rozrzuconych po całym terenie. Podczas jego akcji Abgefertigt (pol. „Odprawieni“) przy Bramie Brandenburskiej w Berlinie 100 młodych osób ze związanymi rękoma siedziało w typowych torbach podróżnych imigrantów. Jej celem było zwrócenie uwagi na sytuacje azylantów w Niemczech za pomocą artystycznych środków wyrazu.
Rok 2009 stał pod znakiem postkomunistycznych zmian społecznych. Tematem wystawy FREEDOM (WOLNOŚĆ) w St. Petersburgu, w muzeum NONCONFORMIST ART oraz instalacji „Homage an Sergej Eisenstein“ („W hołdzie Sergiejowi Eisensteinowi”) w Odessie na Ukrainie były skutki procesu przemian.
W roku 2011 miała miejsce duża indywidualna wystawa w Museo d’Arte Contemporanea (Muzeum Sztuki Współczesnej) – Villa Croce w Genui, zatytułowana „Lost in View“, gdzie z uwagi na złudzenia przestrzenne publiczność nie mogła wierzyć własnym oczom. Prezentowane w przestrzeni publicznej instalacje oraz akcje o tematyce społeczno-politycznej nabierają coraz większego znaczenia dla jego artystycznej pracy twórczej. Poprzez organizowanie akcji na Ukrainie oraz przed Muzeum Kulturspeicher angażował się w walki wyzwoleńcze narodu ukraińskiego.
Jego akcja "Ich glaube an Gott" ("Wierzę w Boga") przed kościołem Marii Panny w Dreźnie wywołała duże poruszenie w całych Niemczech. W ramach sprzeciwu przeciwko organizacji PEGIDA (Patrioci Europy Przeciw Islamizacji Zachodu) oraz promowania wolności i tolerancji w Niemczech rozłożył tam 175 muzułmańskich dywaników modlitewnych.

## Związki z Polską
Mimo iż Kurt Fleckenstein nie ma żadnych korzeni historycznych lub rodzinnych w Polsce, to już w latach 90. nawiązał kontakty po tej stronie granicy. Polska stała się jego drugą ojczyzną. Fleckenstein chętnie wystawia i lokalizuje swoje obiekty we Wrocławiu. Z uwagi na jego integrację językową oraz atelier w Polsce, Fleckenstein ma możliwość zajmowania się również krytycznymi zagadnieniami związanymi z sytuacją w Polsce, czego wyrazem są na przykład instalacje "Wolność" oraz "Polska droga". Rok 2008 poświęcono wystawom w Polsce, pokazywanym w Poznaniu, Szczecinie, Lublinie oraz w Gorzowie Wielkopolskim. Były one poświęcone tematyce „granic” oraz „nowego stylu życia w Polsce”.
W roku 2012, gdy odbywały się mistrzostwa Europy w piłce nożnej, swój wideoklip wyświetlany na fasadzie WRO-Art Center we Wrocławiu poświęcił tematowi niemieckiej przeszłości. Tematem tego wideoklipu były zbrodnie popełnione w Babim Jarze w Kijowie. Zdjęcia nakręcono na boisku pomiędzy nagimi ludźmi a graczami ubranymi w niemieckie koszulki, a następnie poddano artystycznej obróbce
Kurt Fleckenstein mieszka i pracuje w Mannheim i we Wrocławiu.

## Wybrane publikacje[7]
- K. Fleckenstein, H. P. Kolb, H. Neugebauer, „Visualisierung von Veränderungen des Landschaftsbildes im Steine- und Erden-Bergbau“ w: czasopiśmie Steinbruch und Sandgrube, Verlagsgesellschaft Grütter, Hannover zeszyt 10, październik 1998, 91. Jahrgang
- K. Fleckenstein, S. Reiß, B. Schwoerer-Böhning, „Methoden zur Bewertung von Eingriffen in das Landschaftsbild bei Freileitungen“ w: Sonderdruck aus Berichte der ANL 20 (1996), Bayerische Akademie für Naturschutz und Landschaftspflege w Laufen
- K. Fleckenstein, H. Helm, R. Kramer, „Landschaftsbildbewertung im Rahmen der UVP für Naßauskiesungen" w: czasopiśmie UVP Report 5/95, grudzień 1995
- K. Fleckenstein, W. Rhiem, „Umwelt- und Landschaftsplanung für Freileitungen“ w: Raporty ANL zeszyt 18 (1994), Bayerische Akademie für Naturschutz und Landschaftspflege w Laufen
- K. Fleckenstein „Die gesellschaftspolitische Bedeutung des Naturschutzes in der Raum- und Landschaftsplanung – eine kritische Anmerkung zum gegenwärtigen Naturschutzverständnis in Deutschland“ w: księdze jubileuszowej Hansa Kistenmachera, Lehr- und Forschungsgebiet Regional- und Landesplanung, Uniwersytet w Kaiserslautern 1994

## Wybrane obiekty, akcje oraz instalacje w przestrzeni publicznej[19]
- Akcja “Ich glaube an Gott” (Wierzę w Boga), przed kościołem Marii Panny w Dreźnie (2015)
- Akcja “Sonderfahrt” (Jazda poza rozkładem jazdy), przed muzeum Kulturspeicher w Würzburgu, Würzburg (2014)
- Games go on (Gra toczy się dalej), wideoklip, WRO Art Center, Wrocław (2012)
- Instalacja “Homage to Eisenstein”, Muzeum Sztuki Współczesnej, Odessa (2010)
- Akcja „Ernte Dank” („Dożynki”) przy Katedrze w Moguncji (2009)
- Akcja Wiese² (pol. „Łąka²“) – instalacja w centrum miasta Mannheim[20]
- Brama miejska we Wrocławiu[21]
- Carl Benz Objekt na terenach zielonych miasta Ladenburg[21]
- Instalacja Polnische Strasse (pol. „Polska droga“) w parku pałacowym w Lubinie
- Kugelobjekt, KulturForum Europa e.V. w Vettweiß[21]
- Obiekt Kippender Würfel (pol. „Przechylający się sześcian“) w Muzeum Architektury we Wrocławiu[21]
- Obiekt Welle (pol. „Fala“), Fundacja Heinricha Vettera w Ilvesheim[21]
- Instalacja/akcja „Abgefertigt“ (pol. „Odprawieni“) przy Bramie Brandenburskiej w Berlinie[20]
- Instalacja Wolność/Freiheit na rynku we Wrocławiu[20]
- Instalacja Auf und davon Fundacja sztuki okręgu Ren Neckar

## Wybrane wystawy indywidualne[19]

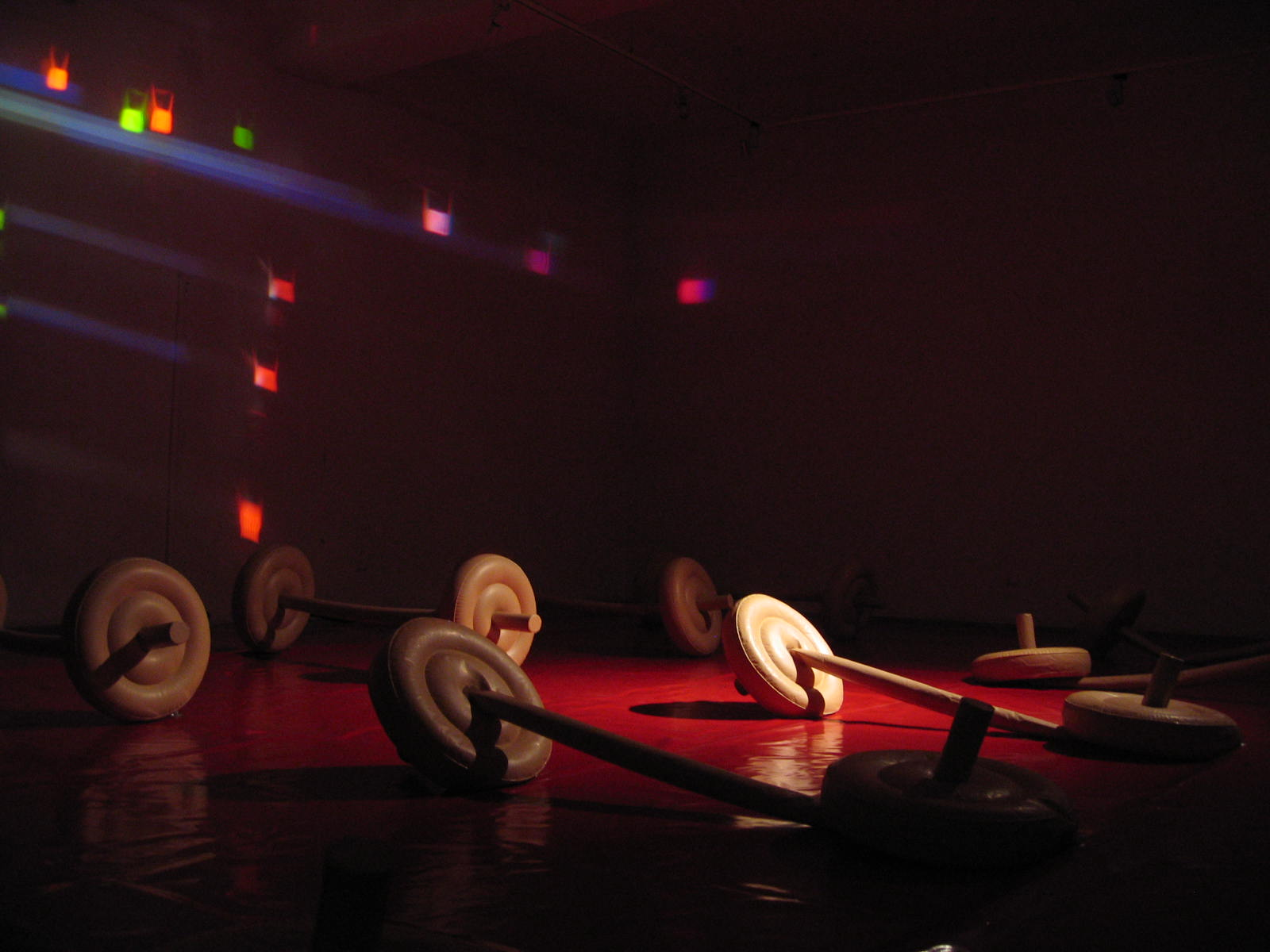
Instalacja Fitness w Galerii Miejskiej we Wrocławiu

- 2013 – Kunstverein w MIK Museum Ludwigsburgu, Ludwigsburg
- 2013 – Saarländisches Künstlerhaus, Saarbrücken
- 2012 – National Art Museum Ukraine, Kijów
- 2012 – Kunsthalle St. Annen w Lubece[22]
- 2011 – Museo d’Arte Contemporanea – Villa Croce w Genui[22]
- 2011 – GB KUNST – Gesellschaft für bildende Kunst e.V w Trewirze[22]
- 2010 – Neuer Kunstverein Regensburg w Ratyzbonie[22]
- 2010 – Art Hall Gallery Kunstihoone w Tallinie[22]
- 2009 – Muzeum NONCONFORMIST ART w Petersburgu[2]
- 2009 – Projektraum Cube 4/4/4, März Galerie w Mannheim[2]
- 2008 – Galeria Contemporary Art "Profil" w Poznaniu[2]
- 2008 – Galeria BWA Miejski Ośrodek Sztuki w Gorzowie[2]
- 2006 – Galeria w KulturForum Europa, Kolonia/Vettweiß[2]
- 2007 – Kunstverein Neckar Odenwald w Mosbach[2]
- 2006 – Galeria BWA, Galeria Awangarda miasta Wrocław[2]
- 2006 – Galeria Miejska Wzgórze Zamkowe w Lubinie[2]
- 2006 – Galeria Storkower Bogen w Berlinie[2]
- 2005 – Muzeum Architektury, Wrocław[2]

## Wystawy zbiorowe[19]
- 2015 – Galeria Land Salzburg w Traklhaus, „3.500.000“, Salzburgu
- 2015 – Künstlerhaus Dortmund, „NO EXIT“, Dortmund
- 2015 – Künstlervereinigung Maerz, Wystawy zbiorowe, Linz
- 2013 – Muzeum sztuki Solothurn, „Ölspur“ ("Ślady oleju"), Solothurn
- 2009 – International Art Festival “The level of a sea”, Manege w St. Petersburgu
- 2009 – Humboldt Berlin “Icons of Victory – transFORM” w Berlinie
- 2008 – Performance Intermedia Festival, Galeria OFFicyna w Szczecinie
- 2008 – Galeria BWA, Labirynt w Lublinie
- 2007 – Festiwal „WroclawNonStop” we Wrocławiu